# ۲۷۱ (میلادی)
۲۷۱ (میلادی) دویست و هفتاد و یکمین سال تقویم میلادی است.

## رویدادها
- جانشین شاپور یکم، هرمزد یکم، سپاهی را علیه اقوام چادرنشین در سغد رهبری کرد؛ شاید فرماندهی جنگی را بر عهده گرفت که در زمان پدرش آغاز شده بود.

## درگذشتگان
- درگذشت شاه مقتدر ساسانی شاپور یکم
- تاسیس شهر گندی شاپور و دانشگاه گندی شاپور به دستور شاپور یکم توسط اسرای رومی
- دستگیری و زندانی شدن مانی پیامبر ایرانی توسط شاه ساسانی‎| - ن - ب - و دهه‌ها و سال‌ها | - ن - ب - و دهه‌ها و سال‌ها                                   |
| ------------------------- | ----------------------------------------------------------- |
| ۱۹۰                       | - ۱۹۹ - ۱۹۸ - ۱۹۷ - ۱۹۶ - ۱۹۵ - ۱۹۴ - ۱۹۳ - ۱۹۲ - ۱۹۱ - ۱۹۰ |
| ۲۰۰                       | - ۲۰۹ - ۲۰۸ - ۲۰۷ - ۲۰۶ - ۲۰۵ - ۲۰۴ - ۲۰۳ - ۲۰۲ - ۲۰۱ - ۲۰۰ |
| ۲۱۰                       | - ۲۱۹ - ۲۱۸ - ۲۱۷ - ۲۱۶ - ۲۱۵ - ۲۱۴ - ۲۱۳ - ۲۱۲ - ۲۱۱ - ۲۱۰ |
| ۲۲۰                       | - ۲۲۹ - ۲۲۸ - ۲۲۷ - ۲۲۶ - ۲۲۵ - ۲۲۴ - ۲۲۳ - ۲۲۲ - ۲۲۱ - ۲۲۰ |
| ۲۳۰                       | - ۲۳۹ - ۲۳۸ - ۲۳۷ - ۲۳۶ - ۲۳۵ - ۲۳۴ - ۲۳۳ - ۲۳۲ - ۲۳۱ - ۲۳۰ |
| ۲۴۰                       | - ۲۴۹ - ۲۴۸ - ۲۴۷ - ۲۴۶ - ۲۴۵ - ۲۴۴ - ۲۴۳ - ۲۴۲ - ۲۴۱ - ۲۴۰ |
| ۲۵۰                       | - ۲۵۹ - ۲۵۸ - ۲۵۷ - ۲۵۶ - ۲۵۵ - ۲۵۴ - ۲۵۳ - ۲۵۲ - ۲۵۱ - ۲۵۰ |
| ۲۶۰                       | - ۲۶۹ - ۲۶۸ - ۲۶۷ - ۲۶۶ - ۲۶۵ - ۲۶۴ - ۲۶۳ - ۲۶۲ - ۲۶۱ - ۲۶۰ |
| ۲۷۰                       | - ۲۷۹ - ۲۷۸ - ۲۷۷ - ۲۷۶ - ۲۷۵ - ۲۷۴ - ۲۷۳ - ۲۷۲ - ۲۷۱ - ۲۷۰ |
| ۲۸۰                       | - ۲۸۹ - ۲۸۸ - ۲۸۷ - ۲۸۶ - ۲۸۵ - ۲۸۴ - ۲۸۳ - ۲۸۲ - ۲۸۱ - ۲۸۰ |
| ۲۹۰                       | - ۲۹۹ - ۲۹۸ - ۲۹۷ - ۲۹۶ - ۲۹۵ - ۲۹۴ - ۲۹۳ - ۲۹۲ - ۲۹۱ - ۲۹۰ |
| ۳۰۰                       | - ۳۰۹ - ۳۰۸ - ۳۰۷ - ۳۰۶ - ۳۰۵ - ۳۰۴ - ۳۰۳ - ۳۰۲ - ۳۰۱ - ۳۰۰ |